# 周端妃
周端妃（生卒年不详），明神宗朱翊鈞的妃子，生瑞王朱常浩，父周清。

## 生平
万历九年（1581年），预备为明神宗选妃。万历十年（1582年）三月甲子日，册封九嫔，周氏是为端嫔。万历十八年（1590年），周端嫔生皇五子朱常浩。在儿子四岁的时候被升为端妃。母子俱不受宠，瑞王二十五岁方才结婚。
崇禎十七年六月，张献忠攻占四川，杀了瑞王朱常浩全家和所有下属官吏。十月李自成攻破北京，明朝灭亡。
周端妃回到娘家居住，至顺治年间尚存，寿已八十余岁，卒年不详。周端妃是神宗最後一位去世的妃子。